# Witvlekwaaierstaart
De witvlekwaaierstaart (Rhipidura albogularis) is een zangvogel uit de familie Rhipiduridae (waaierstaarten). De vogel komt voor in India.

## Taxonomie
De witvlekwaaierstaart en de witkeelwaaierstaart R. albicollis, uit streken in Noord-India en verder oostelijk tot ver in Zuidoost-Azië, werden eerder wel als dezelfde soort beschouwd, onder andere door BirdLife International. In dat geval was de wetenschappelijke naam Rhipidura albicollis albogularis.

## Kenmerken
De lichaamslengte bedraagt 18 cm. De vogel is overwegend leigrijs. Kenmerkend voor deze soort is de donkere borstband onder de witte keelvlek, waarin witte stippen.

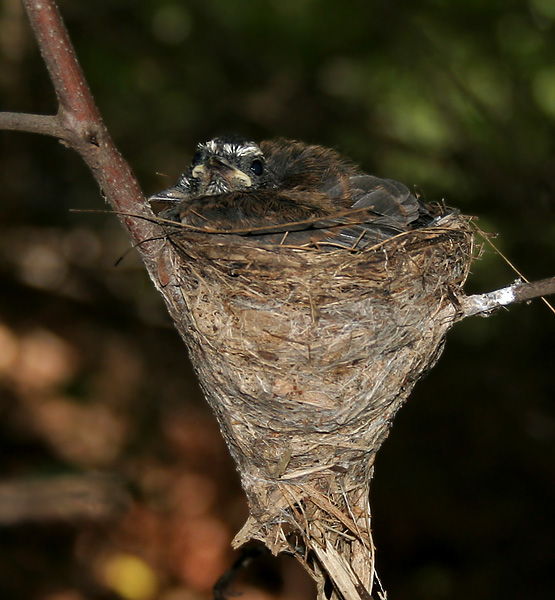
Nest met jongen in het district Rangareddy van Andhra Pradesh, India.

## Verspreiding en leefgebied
Deze vogel komt voor in het midden en zuiden van India en telt twee ondersoorten:
- R. a. albogularis: centraal en zuidwestelijk India.
- R. a. vernayi: zuidelijk India.

Het leefgebied bestaat uit altijd groenbijvend bos, struikgewas en agrarisch gebied.

## Status
De grootte van de populatie is niet gekwantificeerd maar de soort wordt omschreven als algemeen. Op de Rode lijst van de IUCN heeft deze soort de status niet bedreigd.